# Hakuraahuraa
Hakuraahuraa (auch: Hakura Huraa) ist eine Insel des Mulaku-Atolls (Meemu Atolhu) im Süden des Inselstaates Malediven in der Lakkadivensee des Indischen Ozeans.

## Geographie
Die Insel liegt im Ostsaum des Atolls zusammen mit Kakaahuraa.

## Tourismus
Auf der Insel befinden sich die Hotels Chaaya Lagoon Hakuraa Maldives und Cinnamon Hakuraa Huraa Maldives und eine Tauchschule.